# Lyubov Rusanova
Lyubov Rusanova, née le 2 février 1954 à Krasnodar, est une nageuse soviétique.

## Carrière
Lyubov Rusanova participe aux Jeux olympiques d'été de 1976 à Montréal et remporte la médaille d'argent dans l'épreuve du 100m brasse ainsi que la médaille de bronze dans l'épreuve du 200m brasse.